# کاباسی
کاباسی (انگلیسی: Cabasse) شرکت الکترونیک فرانسوی است، که در سال ۱۹۵۰ تأسیس شد.